# Melassa

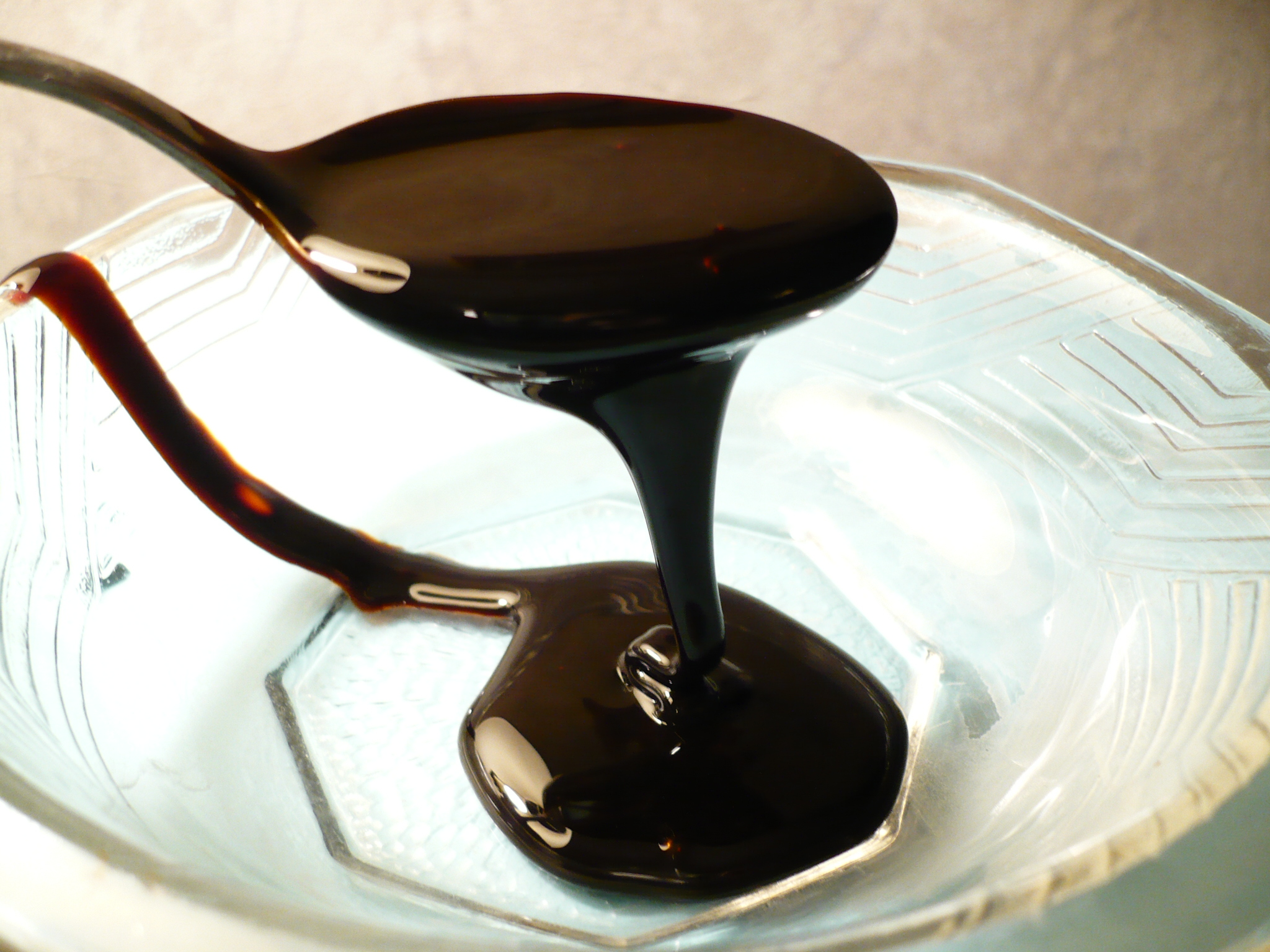
Melassa

La melassa è il prodotto derivato dalla lavorazione meccanica (macinatura e centrifugazione) e cristallizzazione per riscaldamento degli zuccheri estratti dalla spremitura di canne o di barbabietole da zucchero. Risulta un liquido bruno e viscoso, che somiglia al miele; infatti, il termine melassa deriva dal portoghese melaço, che a sua volta deriva dal latino mel e quindi dal greco mèli, μέλι, che significa miele.

## Caratteristiche
A seconda della pianta di provenienza, la melassa può essere:
- la melassa di canna, dalla cui distillazione si ricava il rum tradizionale (chiamato un tempo industriale); mentre il rum agricolo è ottenuto dalla fermentazione diretta del succo delle canne da zucchero spremute. Talvolta, si ricava anche la vodka (ad esempio, i vari tipi di vodka, prodotti negli Stati Uniti e nei Caraibi).
- la melassa di barbabietola, che è usata per produrre il lievito di birra ed è parte integrante anche dei mangimi animali (per bovini, cavalli, ecc.).

Si parla di melassa bianca (non per il colore che resta scuro), quando ci si riferisce a quella ottenuta dalla prima estrazione (caratterizzata da un gusto più gradevole e più dolce), mentre di melassa nera per quella di seconda estrazione (più pregiata e densa di sapori).
La melassa è una delle alternative allo zucchero bianco (saccarosio), insieme a miele, sciroppo d'acero, estratto di malto, stevia, ecc. Fornisce circa il 30-40% di calorie in meno rispetto allo zucchero (apporta infatti 235 kcal ogni 100 g) ed ha una discreta concentrazione di sali minerali (calcio, magnesio e ferro) e tracce di vitamine (gruppo B, PP).
100 grammi di melassa contengono mediamente:
- ferro 11 mg (il 79% della RDA);
- potassio 1 500 mg (il 75% della RDA);
- magnesio 90 mg (il 30% della RDA);
- calcio 500 mg (percentuale RDA variabile a seconda del sesso e dell'età).

## Il disastro di Boston
Il 15 gennaio 1919 la melassa fu la protagonista di una tragedia a Boston. Un serbatoio di melassa scoppiò, creando la cosiddetta inondazione di melassa che provocò 21 morti, 150 feriti e milioni di dollari di danni. Per pulire la città ci vollero circa 6 mesi.